# Доротей I Солунски
Вижте пояснителната страница за други личности с името Доротей.
Доротей (на гръцки: Δωρόθεος Α΄, Доротеос) е православен духовник, солунски архиепископ от началото на VI век и светец.

## Биография
Доротей заема архиепископската катедра в Солун някъде след 497 година, когато архиепископ все още е Андрей и 515 година, в която през март архиепископ Доротей Солунски и папски викарий в Източен Илирик праща писмо до новоизбрания папа Хормисд в Рим за уреждането на Акакиевата схизма. Преговорите не са успешни и предизвикват голяма обществуна възбуда в Солун срещу папските пратеници, което кара папата да иска оставката на Доротей и това води до нова кореспонденция между двамата в 520 година. След тази година обаче Доротей умира и е наследен на престола от Аристид.
При управлението му отшелник в Солун става преподобният Давид Солунски.